# Basti
Basti är en stad i den indiska delstaten Uttar Pradesh, och är den administrativa huvudorten för distriktet Basti. Staden hade 114 657 invånare vid folkräkningen 2011.